# أكاديمية قطر للمال والأعمال
أكاديمية قطر للمال والأعمال هي مشروع مشترك بين مؤسسة قطر وهيئة مركز قطر للمال تهدف إلى خلق مؤسسة تعليمية وتطويرية في قطر تقدم خدمات تعليمية عملية في القطاع المالي. وتستهدف الأكاديمية الأشخاص المؤهلين لبدء الالتحاق بالعمل المالي وصولاً إلى كبار المتخصصين التنفيذيين، وتعليمهم في التخصصات المالية الأساسية في مجالات الخدمات المصرفية وإدارة الأصول وأسواق رأس المال والتأمين. وتهدف الأكاديمية إلى زيادة القدرات ودعم اكتساب خبرات الخدمات المالية عبر القطاع المالي في قطر.
يقع مقر أكاديمية قطر للمال والأعمال داخل مركز قطر للمال (البرج 2) في الخليج الغربي في الدوحة. وتشغل الأكاديمية خمسة طوابق والتي تشمل مكاتب الإدارة وغرفة محاكاة للتداول على أحدث طراز تديرها تومسون رويترز وقاعات تعليمية مجهزة تجهيزًا جيدًا ومرافق مؤتمرات.

## الشركاء التعليميون والهيئات المعتمدة

### المعهد المعتمد للأوراق المالية والاستثمار (CISI)
يقدم المعهد المعتمد للأوراق المالية والاستثمار (رسميًا SII) خدمات تعليمية وتطويرية للمتخصصين في القطاع المالي. ويعمل خريجو المعهد في المكاتب الأمامية والوسطى والخلفية في شركات الأوراق المالية والشركات الاستثمارية من بعض أكبر البنوك التجارية والاستثمارية في العالم وكذلك الشركات المحلية البارزة.

### معهد تشارترد للتأمين (CII)
معهد تشارترد للتأمين هو مؤسسة رائدة في تأهيل موظفي الخدمات التأمينية والمالية. ويسعى المعهد لرفع المعايير المهنية والشفافية في هذه المجالات، ويقدم المؤهلات اللازمة للأشخاص على كل المستويات، وفي كل قطاع.

### مركز ICMA في كلية هينلي للأعمال
مركز ICMA هو جزء من مدرسة هينلي للأعمال وجامعة ريدينج.

### الأكاديمية الدولية للإدارة والمال (IMFA)
الأكاديمية الدولية للإدارة والمال هي مؤسسة إقليمية غير ربحية وغير حكومية. وتأسست هذه الأكاديمية لتكون نقطة مرجعية لتلبية مجموعة كبيرة من الأهداف التعليمية والبحثية، مع التركيز بشكل خاص على الخدمات المصرفية.

### بورصة نيويورك يورونيكست
تم إنشاء بورصة نيويورك يورنيكست من خلال عملية اندماج مجموعة بورصة نيويورك وبورصة يورونيكست في عام 2007. في عام 2009، دخلت بورصة نيويورك يورونيكست في شراكة مع جهاز قطر للاستثمار لإنشاء بورصة قطر، التي جاءت خلفًا لسوق الدوحة للأوراق المالية، وتهدف هذه الشراكة إلى جعل هذه البورصة رائدة في السوق الإقليمية.

### مركز تورونتو
يعمل مركز تورونتو على مساعدة الجهات التنظيمية المالية من مختلف أنحاء العالم على اكتساب مهارات الريادة التي يحتاجونها لإجراء تغييرات وتحسين فاعلية أجهزتهم المعنية.

## وصلات خارجية
- Official website of the QFBA
- Qatar Financial Centre Authority
- Qatar Foundation for Education, Science and Community